# پیر-لوک-شارل سیسری

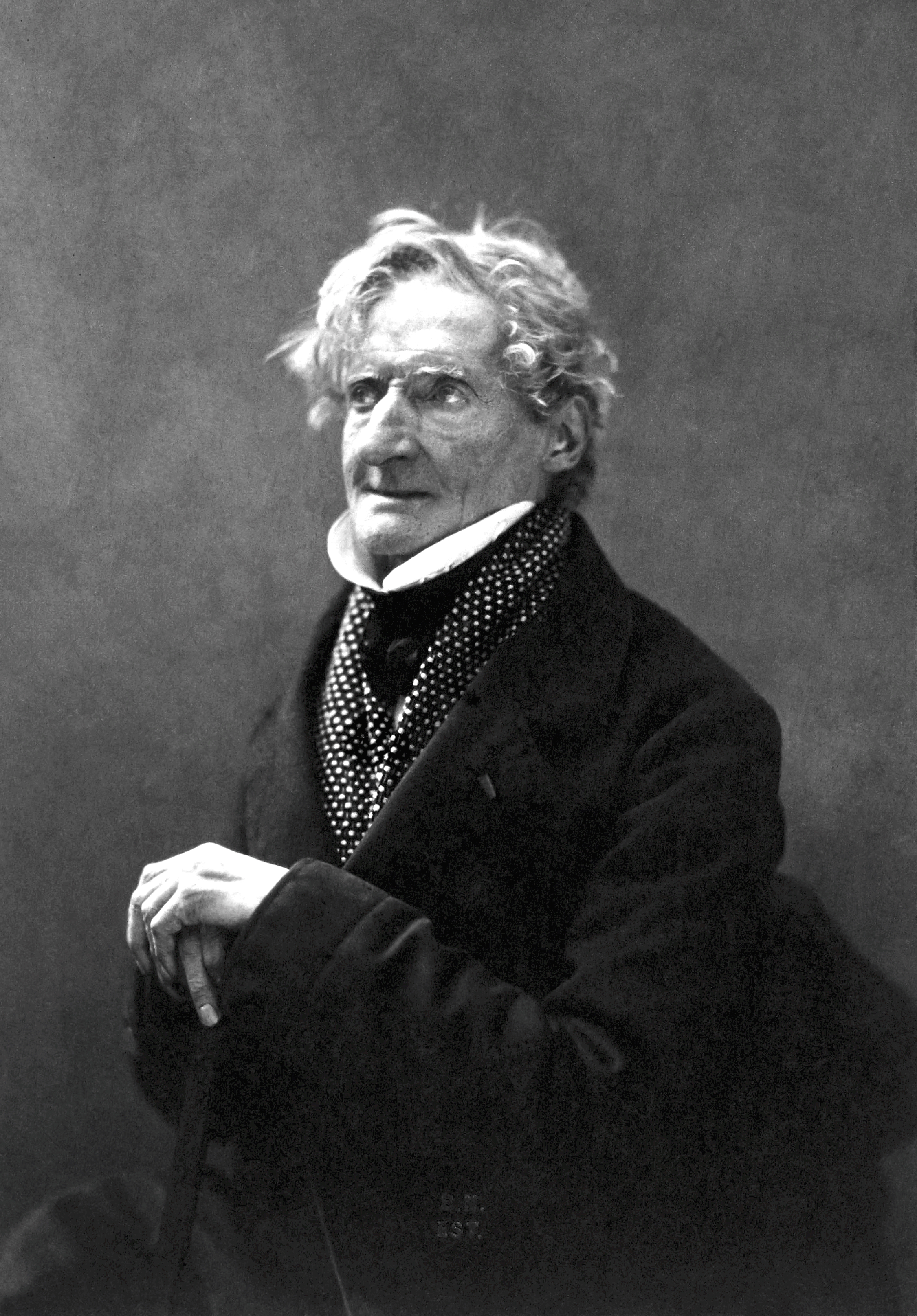
پیر-لوک-چارلز سیسری، عکس نادار

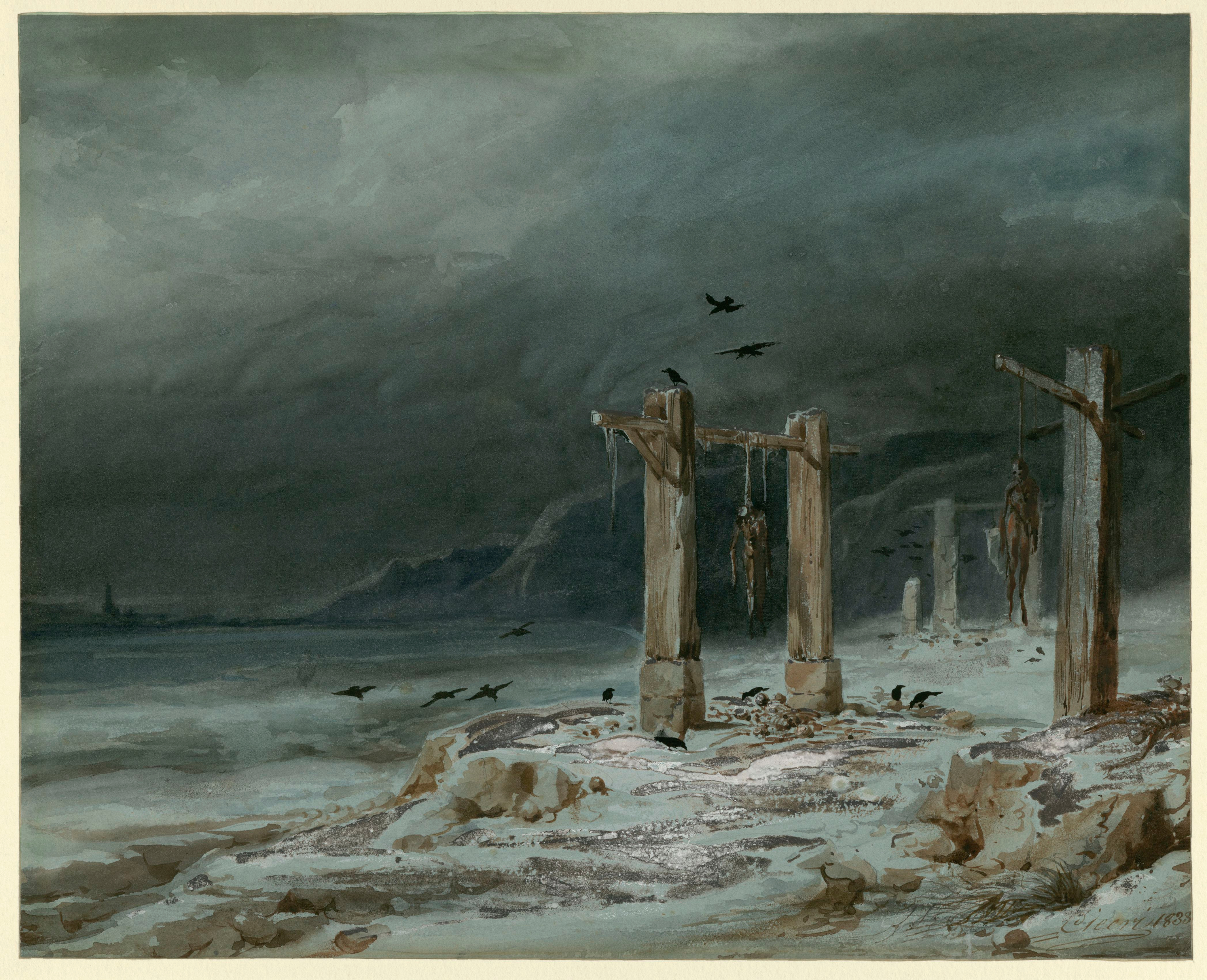
طراحی صحنه برای پرده سوم نمایش گوستاو سوم اثر دانیل اوبر (۱۸۳۳)

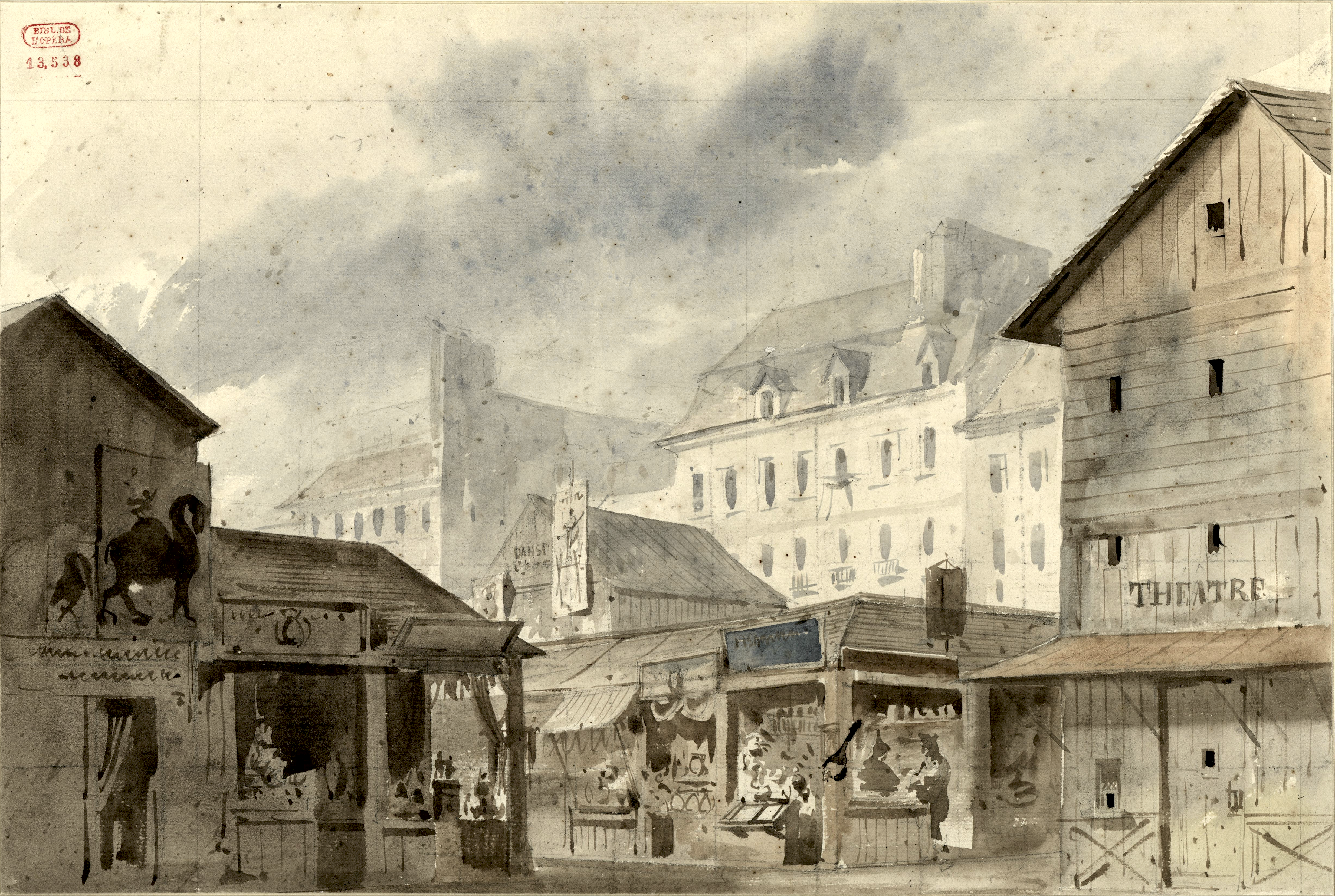
طرح آبرنگ برای صحنه باله، مانون لسکو، اثر ژان-لویی اومر (۱۸۳۰)

پیر-لوک-شارل سیسری (۱۷ اوت ۱۷۸۲–۲۲ اوت ۱۸۶۸) طراح صحنه برجسته فرانسوی دوران خود بود.

## زندگی و آثار
او از سال ۱۸۱۰ تا ۱۸۴۷ طراح صحنه اپرای پاریس بود و در طول دوران طولانی فعالیت هنری خود، طرح‌های صحنه‌ای بیش از ۳۰۰ باله و اپرا را خلق کرد. او علاوه بر کارش در اپرای پاریس، برای بسیاری از تئاترهای برجسته پاریس، از جمله اودئون، پاله-رویال، کمدی-فرانسز، تئاتر نوووت و تئاتر پورت سن مارتین، طراحی کرد. او به عنوان نقاش پادشاه فرانسه، بر تزئینات تاجگذاری شارل دهم در سال ۱۸۲۵ نظارت داشت.